# Louisa Necib
Louisa Necib Cadamuro (Marselha, 23 de janeiro de 1988) é uma futebolista profissional francesa que atua como meia.

## Carreira
Louisa Necib fez parte do elenco da Seleção Francesa de Futebol Feminino, nas Olimpíadas de 2012 e 2016. 
Casou-se em 2016, agora assina também como Louisa Cadamuro.